# Спортивная гимнастика на летних Олимпийских играх 2012 — квалификация
В соревнованиях по спортивной гимнастике на летних Олимпийских играх 2012 года приняли участие 196 спортсменов, соревновавшихся за 14 комплектов наград.

## Правила квалификации
Каждая страна может быть представлена десятью спортсменами (пять мужчин и пять женщин) за исключением индивидуальных медалистов, если они не входят в состав команды. Команда хозяев имеет гарантированное место, если не квалифицируется другим способом. Африка, Америка, Азия и Европы должны быть представлены минимум двумя спортсменами, Океания - одним.

## Квалификационные соревнования
| Соревнование                                 | Дата              | Место  |
| -------------------------------------------- | ----------------- | ------ |
| Чемпионат мира по спортивной гимнастике 2011 | 7—16 октября 2011 | Токио  |
| Олимпийский тест                             | 10—18 января 2012 | Лондон |

## Квоты

### Мужчины
| Соревнование                            | Критерий                                 | Квалифицированный спортсмен                                                     |
| --------------------------------------- | ---------------------------------------- | ------------------------------------------------------------------------------- |
| Командные (5 участников)                |                                          |                                                                                 |
| Чемпионат мира 2011                     | Команды 1-8                              | Китай · Япония · США · Германия · Россия · Республика Корея · Румыния · Украина |
| Олимпийский тест                        | Команды 1-4                              |                                                                                 |
| Всего                                   | Всего                                    | 12 (60 гимнастов)                                                               |
| Индивидуальные                          |                                          |                                                                                 |
| Чемпионат мира Индивидуальные медалисты | Вольные упражнения                       | Диего Хиполито (BRA)                                                            |
| Чемпионат мира Индивидуальные медалисты | Конь                                     | Кристиан Берки (HUN) Сирил Томмазон (FRA)                                       |
| Чемпионат мира Индивидуальные медалисты | Кольца                                   | Артур Дзанетти (BRA)                                                            |
| Чемпионат мира Индивидуальные медалисты | Опорный прыжок                           | -                                                                               |
| Чемпионат мира Индивидуальные медалисты | Параллельные брусья                      | Василеиос Цолакидис (GRE)                                                       |
| Чемпионат мира Индивидуальные медалисты | Перекладина                              | -                                                                               |
| Приглашения                             | Принимающая сторона                      | Великобритания (если не пройдет отбор)                                          |
| Приглашения                             | Африка                                   | Египет (если не пройдет отбор) · Wajdi Bouallegue (TUN)                         |
| Приглашения                             | Океания                                  | 1                                                                               |
| Приглашения                             | Тройственная комиссия                    | 1                                                                               |
| Олимпийский тест                        | Индивидуальные (максимально 1 на страну) | 27                                                                              |
| Всего                                   | Всего                                    | 98                                                                              |

### Женщины
| Соревнование                            | Критерий                                 | Квалифицированный спортсмен                                                     |
| --------------------------------------- | ---------------------------------------- | ------------------------------------------------------------------------------- |
| Командные (5 участников)                |                                          |                                                                                 |
| Чемпионат мира 2011                     | Команды 1-8                              | США · Россия · Китай · Румыния · Япония · Австралия · Германия · Великобритания |
| Олимпийский тест                        | Команды 1-4                              |                                                                                 |
| Всего                                   | Всего                                    | 12 (60 gymnasts)                                                                |
| Индивидуальные                          |                                          |                                                                                 |
| Чемпионат мира Индивидуальные медалисты | Опорный прыжок                           | Phan Thi Ha Thanh (VIE)                                                         |
| Чемпионат мира Индивидуальные медалисты | Разновысокие брусья                      | -                                                                               |
| Чемпионат мира Индивидуальные медалисты | Бревно                                   | -                                                                               |
| Чемпионат мира Индивидуальные медалисты | Вольные упражнения                       | -                                                                               |
| Приглашения                             | Принимающая сторона                      | -                                                                               |
| Приглашения                             | Африка                                   | ЮАР(если не пройдёт отбор) · Салма Махмуд (EGY)                                 |
| Приглашения                             | Тройственная комиссия                    | 1                                                                               |
| Олимпийский тест                        | Индивидуальные (максимально 1 на страну) | 34                                                                              |
| Всего                                   | Всего                                    | 98                                                                              |

## Квалифицированные страны
| Страна           | Мужчины | Женщины | Всего |
| ---------------- | ------- | ------- | ----- |
| Австралия        |         | 5       | 5     |
| Бразилия         | 2       |         | 2     |
| Великобритания   | 1       | 5       | 6     |
| Венгрия          | 1       |         | 1     |
| Вьетнам          |         | 1       | 1     |
| Германия         | 5       | 5       | 10    |
| Греция           | 1       |         | 1     |
| Египет           | 1       | 1       | 2     |
| Китай            | 5       | 5       | 10    |
| Россия           | 5       | 5       | 10    |
| Румыния          | 5       | 5       | 10    |
| США              | 5       | 5       | 10    |
| Тунис            | 1       |         | 1     |
| Украина          | 5       |         | 5     |
| Франция          | 1       |         | 1     |
| ЮАР              |         | 1       | 1     |
| Республика Корея | 5       |         | 5     |
| Япония           | 5       | 5       | 10    |
| Всего: 18 стран  | 48      | 43      | 91    |